# Vampire Night
Vampire Night (яп. ヴァンパイアナイト) — видеоигра разработанная студией Sega AM1 и изданная Namco для аркадных автоматов с поддержкой световых пистолетов в феврале 2001 года, в ноябре 2001 игра была портирована на игровую консоль PlayStation 2.

## Сюжет
Вот-вот начнется борьба между светом и тьмой, начавшаяся три столетия назад. Участвующие стороны - Мишель и Альберт, два охотника на вампиров, представляющие свет, и вампиры, представляющие тьму. Действие происходит в 2006 году в безымянной деревне во Франции .
Мишель и Альберт спасают 12-летнюю девочку по имени Кэролайн, которая стала свидетельницей того, как пара жителей деревни была взята в заложники саркомой вампира . После спасения жителей деревни и Кэролайн охотники на вампиров отправляются в замок, чтобы уничтожить оставшиеся силы тьмы.
Хотя силы зла показывают, что они создали Мишеля и Альберта, чтобы убить себя, они испугались смерти и попытались их остановить. Важно отметить, что Охотники на самом деле являются дампирами (полувампирами) , о чем свидетельствуют их светящиеся глаза. Результат — пиррова победа сил добра; когда силы зла остановлены, охотники на вампиров решают позволить восходящему солнцу покончить с собой.
Шесть месяцев спустя Кэролайн отдает дань уважения охотникам на вампиров у их могил, радуясь, что она жива, кладя одно из их ружей перед одной из их могил, заявляя, что «ее сердце должно помнить все... В тот день , тот момент и то, что произошло», прежде чем ее летняя шапка улетает в камеру, чтобы закончить игру.

## Геймплей
Игра представляет собой виртуальный тир, в котором игроку предстоит уничтожать различных монстров. Действие игры разворачивается в окрестностях и внутри мрачного большого замка. Игрок следит за развивающимися событиями игры из "глаз" персонажа. При этом персонаж игры передвигается сам, давая вступать игроку лишь в определённые моменты-действия.

## Оценки
| Сводный рейтинг    | Сводный рейтинг |
| Агрегатор          | Оценка          |
| ------------------ | --------------- |
| GameRankings       | 67,80 %         |
| Metacritic         | 65/100          |
| Иноязычные издания |                 |
| Издание            | Оценка          |
| Famitsu            | 32/40           |
| GamePro            | 3,5/5           |
| GameSpot           | 8,1/10          |
| GameZone           | 7,9/10          |
| IGN                | 7,3/10          |

В Японии, в журнале Game Machine, Vampire Night попала в выпуск от 15 мая 2001 года как четвертая по популярности специализированная аркадная игра месяца.
Согласно агрегатору рецензий, сайту Metacritic, игра получила смешанные отзывы, на основе 18 рецензий. После релиза журнал Famitsu поставил версии игры для PlayStation 2 32 балла из 40. IGN поставил Vampire Night 7,3 балла, заявив, что игра была "хорошей", и хотя она была не такой "глубокой или хорошей", как другие игры с лёгким оружием, впереди было "ещё много веселья". В своем обзоре Game Zone поставили игре 7,9 балла из 10, заявив, что они были приятно удивлены подробным сюжетом, что было необычно для игр с световым пистолетом.